# Lita Sugiarto
Lita Liem-Sugiarto, née le 27 février 1946, est une joueuse de tennis indonésienne, professionnelle entre 1968 et 1975.
Elle a notamment atteint les huitièmes de finale à l'Open d'Australie 1968 et à Roland-Garros en 1974, ainsi que les quarts de finale en double au tournoi de Wimbledon en 1971 avec sa partenaire habituelle, Lany Kaligis.
Membre de l'Équipe d'Indonésie de Fed Cup entre 1969 et 1981, elle a participé aux quarts de finale de l'édition 1973.

## Palmarès

### Titre en simple dames
Aucun

### Finale en simple dames
Aucune

### Titre en double dames
Aucun

### Finale en double dames
| No | Date       | Nom et lieu du tournoi        | Catégorie | Surface      | Vainqueures                | Partenaire   | Score    |          |
| -- | ---------- | ----------------------------- | --------- | ------------ | -------------------------- | ------------ | -------- | -------- |
| 1  | 25/07/1972 | Dutch Championships Hilversum |           | Terre (ext.) | Michèle Gurdal Betty Stöve | Lany Kaligis | 6-4, 6-0 | Parcours |

## Parcours en Grand Chelem

### En simple dames
| Année | Championnat d'Australie Open d'Australie | Championnat d'Australie Open d'Australie | Internationaux de France | Internationaux de France | Wimbledon       | Wimbledon       | US Open         | US Open        |
| ----- | ---------------------------------------- | ---------------------------------------- | ------------------------ | ------------------------ | --------------- | --------------- | --------------- | -------------- |
| 1968  | 3e tour (1/8)                            | Kathleen Harter                          | -                        | -                        | -               | -               | -               | -              |
| 1969  | 1er tour (1/16)                          | Kerry Melville                           | 1er tour (1/32)          | P. Bartkowicz            | 2e tour (1/32)  | A. Van Deventer | -               | -              |
| 1970  | 3e tour (1/8)                            | Karen Krantzcke                          | 2e tour (1/16)           | Gail Sherriff            | 1er tour (1/64) | Helen Gourlay   | 1er tour (1/32) | Olga Morozova  |
| 1971  | -                                        | -                                        | 1er tour (1/32)          | Trudy Groenman           | 1er tour (1/64) | Nancy Richey    | 2e tour (1/16)  | Françoise Dürr |
| 1972  | -                                        | -                                        | 1er tour (1/64)          | H. Schildknecht          | 3e tour (1/16)  | Kerry Harris    | 1er tour (1/32) | Sharon Walsh   |
| 1973  | -                                        | -                                        | 1er tour (1/32)          | C. Sandberg              | 1er tour (1/64) | Sue Barker      | -               | -              |
| 1974  | -                                        | -                                        | 3e tour (1/8)            | Katja Ebbinghaus         | -               | -               | -               | -              |
| 1975  | -                                        | -                                        | 2e tour (1/16)           | Pam Teeguarden           | -               | -               | -               | -              |

À droite du résultat, l’ultime adversaire.

### En double dames
| Année | Championnat d'Australie Open d'Australie | Championnat d'Australie Open d'Australie | Internationaux de France     | Internationaux de France    | Wimbledon                   | Wimbledon                 | US Open                      | US Open                |
| ----- | ---------------------------------------- | ---------------------------------------- | ---------------------------- | --------------------------- | --------------------------- | ------------------------- | ---------------------------- | ---------------------- |
| 1968  | 2e tour (1/8) Lany Kaligis               | W. Gilchrist Kerry Harris                | -                            | -                           | -                           | -                         | -                            | -                      |
| 1969  | 1er tour (1/8) Lany Kaligis              | F. Dürr Ann Haydon                       | 2e tour (1/16) Lany Kaligis  | Rosie Casals B. J. King     | 2e tour (1/16) Lany Kaligis | Patti Hogan Peggy Michel  | -                            | -                      |
| 1970  | 1/4 de finale Lany Kaligis               | Kerry Harris Winnie Shaw                 | 3e tour (1/8) Lany Kaligis   | Rosie Casals B. J. King     | 2e tour (1/16) Lany Kaligis | Rosie Casals B. J. King   | 1er tour (1/16) Lany Kaligis | M. Eisel V. Ziegenfuss |
| 1971  | -                                        | -                                        | 2e tour (1/16) Lany Kaligis  | Helen Gourlay Kerry Harris  | 1/4 de finale Lany Kaligis  | Rosie Casals B. J. King   | -                            | -                      |
| 1972  | -                                        | -                                        | 1er tour (1/16) Lany Kaligis | Wendy Overton V. Ziegenfuss | 2e tour (1/16) Lany Kaligis | B. J. King Betty Stöve    | -                            | -                      |
| 1973  | -                                        | -                                        | 1er tour (1/16) Lany Kaligis | M. Smith Virginia Wade      | 2e tour (1/16) Lany Kaligis | Brenda Kirk Pat Pretorius | -                            | -                      |
| 1974  | -                                        | -                                        | 2e tour (1/8) Lany Kaligis   | Gail Sherriff K. Ebbinghaus | -                           | -                         | -                            | -                      |
| 1975  | -                                        | -                                        | -                            | -                           | 2e tour (1/16) Lany Kaligis | Jenny Dimond Penny Moor   | -                            | -                      |

Sous le résultat, la partenaire ; à droite, l’ultime équipe adverse.

### En double mixte
| Année | Championnat d'Australie Open d'Australie | Championnat d'Australie Open d'Australie | Internationaux de France | Internationaux de France | Wimbledon | Wimbledon | US Open                 | US Open                 |
| ----- | ---------------------------------------- | ---------------------------------------- | ------------------------ | ------------------------ | --------- | --------- | ----------------------- | ----------------------- |
| 1968  | 1er tour (1/16) S. Sugiarto              | Kaye Dening G. Stilwell                  | -                        | -                        | -         | -         | -                       | -                       |
| 1971  | n/a                                      | n/a                                      | -                        | -                        | -         | -         | 2e tour (1/16) M. Elahi | Betty Stöve Robert Maud |

Sous le résultat, le partenaire ; à droite, l’ultime équipe adverse.

## Parcours en Coupe de la Fédération
| #                                                                       | Date       | Lieu                | Surface                          | Gagnante(s)                        | Perdante(s)                        | Score          |          |
|                                                                         |            |                     |                                  |                                    |                                    |                |          |
| 1969 - 1er tour (groupe mondial) - Grèce - Indonésie - 0 : 3            |            |                     |                                  |                                    |                                    |                |          |
| 1                                                                       | 19/05/1969 | Athènes             | Terre (ext.)                     | Lita Liem                          | C. Kalogeropoulos                  | 6-0, 6-3       | Parcours |
| 1                                                                       | 19/05/1969 | Athènes             | Terre (ext.)                     | Lany Kaligis Lita Liem             | Dionissia Asteri C. Kalogeropoulos | 7-5, 6-3       | Parcours |
|                                                                         |            |                     |                                  |                                    |                                    |                |          |
| 1969 - 2e tour (groupe mondial) - Indonésie - Pays-Bas - 0 : 3          |            |                     |                                  |                                    |                                    |                |          |
| 2                                                                       | 21/05/1969 | Athènes             | Terre (ext.)                     | Marijke Jansen                     | Lita Liem                          | 2-6, 6-3, 6-3  | Parcours |
| 2                                                                       | 21/05/1969 | Athènes             | Terre (ext.)                     | Marijke Jansen Betty Stöve         | Lany Kaligis Lita Liem             | 4-6, 6-1, 6-1  | Parcours |
|                                                                         |            |                     |                                  |                                    |                                    |                |          |
| 1970 - 2e tour (groupe mondial) - Indonésie - Suède - 1 : 2             |            |                     |                                  |                                    |                                    |                |          |
| 3                                                                       | 21/05/1970 | Fribourg-en-Brisgau | Terre (ext.)                     | Lita Liem                          | Ingrid Löfdahl                     | 6-4, 6-1       | Parcours |
| 3                                                                       | 21/05/1970 | Fribourg-en-Brisgau | Terre (ext.)                     | Ingrid Löfdahl Christina Sandberg  | Lany Kaligis Lita Liem             | 2-6, 6-2, 6-3  | Parcours |
|                                                                         |            |                     |                                  |                                    |                                    |                |          |
| 1971 - 1er tour (groupe mondial) - Afrique du Sud - Indonésie - 3 : 0   |            |                     |                                  |                                    |                                    |                |          |
| 4                                                                       | 26/12/1970 | Perth               | Herbe (ext.)                     | Brenda Kirk                        | Lita Liem                          | 8-6, 2-6, 6-4  | Parcours |
| 4                                                                       | 26/12/1970 | Perth               | Herbe (ext.)                     | Brenda Kirk Laura Rossouw          | Lany Kaligis Lita Liem             | 6-2, 6-3       | Parcours |
|                                                                         |            |                     |                                  |                                    |                                    |                |          |
| 1973 - 1er tour (groupe mondial) - Nouvelle-Zélande - Indonésie - 1 : 2 |            |                     |                                  |                                    |                                    |                |          |
| 5                                                                       | 30/04/1973 | Bad Homburg         | Terre (ext.)                     | Lita Sugiarto                      | Judy Connor                        | 6-2, 6-4       | Parcours |
| 5                                                                       | 30/04/1973 | Bad Homburg         | Terre (ext.)                     | Judy Connor Marilyn Pryde          | Lany Kaligis Lita Sugiarto         | 6-3, 10-8      | Parcours |
|                                                                         |            |                     |                                  |                                    |                                    |                |          |
| 1973 - 2e tour (groupe mondial) - Luxembourg - Indonésie - 0 : 3        |            |                     |                                  |                                    |                                    |                |          |
| 6                                                                       | 02/05/1973 | Bad Homburg         | Terre (ext.)                     | Lita Sugiarto                      | Monique Krecke                     | 6-0, 6-0       | Parcours |
| 6                                                                       | 02/05/1973 | Bad Homburg         | Terre (ext.)                     | Lany Kaligis Lita Sugiarto         | Josiane Graas Flore Wagner         | 6-0, 6-1       | Parcours |
|                                                                         |            |                     |                                  |                                    |                                    |                |          |
| 1973 - 1/4 de finale (groupe mondial) - Australie - Indonésie - 3 : 0   |            |                     |                                  |                                    |                                    |                |          |
| 7                                                                       | 04/05/1973 | Bad Homburg         | Terre (ext.)                     | Patricia Coleman                   | Lita Sugiarto                      | 6-4, 6-2       | Parcours |
| 7                                                                       | 04/05/1973 | Bad Homburg         | Terre (ext.)                     | Evonne Goolagong Janet Young       | Lany Kaligis Lita Sugiarto         | 6-1, 6-0       | Parcours |
|                                                                         |            |                     |                                  |                                    |                                    |                |          |
| 1974 - 1er tour (groupe mondial) - Israël - Indonésie - 2 : 1           |            |                     |                                  |                                    |                                    |                |          |
| 8                                                                       | 13/05/1974 | Naples              | Terre (ext.)                     | Janine Strauss                     | Lita Sugiarto                      | 2-6, 6-4, 7-5  | Parcours |
| 8                                                                       | 13/05/1974 | Naples              | Terre (ext.)                     | Lany Kaligis Lita Sugiarto         | Paulina Peisachov Janine Strauss   | 6-1, 6-1       | Parcours |
|                                                                         |            |                     |                                  |                                    |                                    |                |          |
| 1975 - 1er tour (groupe mondial) - Indonésie - Hongrie - 0 : 2          |            |                     |                                  |                                    |                                    |                |          |
| 9                                                                       | 05/05/1975 | Aix-en-Provence     | Terre (ext.)                     | Beatrix Klein                      | Lita Sugiarto                      | 2-6, 6-3, 11-9 | Parcours |
|                                                                         |            |                     |                                  |                                    |                                    |                |          |
| 1978 - 1er tour (groupe mondial) - Indonésie - Philippines - 2 : 1      |            |                     |                                  |                                    |                                    |                |          |
| 10                                                                      | 27/11/1978 | Melbourne           |                                  | Lita Sugiarto                      | Gladys Imperial                    | 6-2, 6-3       | Parcours |
| 10                                                                      | 27/11/1978 | Melbourne           | Lita Sugiarto Yolanda Sumarno    | Gladys Imperial Marisa Sanchez     | 6-1, 6-2                           |                | Parcours |
|                                                                         |            |                     |                                  |                                    |                                    |                |          |
| 1978 - 2e tour (groupe mondial) - Tchécoslovaquie - Indonésie - 3 : 0   |            |                     |                                  |                                    |                                    |                |          |
| 11                                                                      | 27/11/1978 | Melbourne           |                                  | Renáta Tomanová                    | Lita Sugiarto                      | 6-3, 9-7       | Parcours |
| 11                                                                      | 27/11/1978 | Melbourne           | Hana Mandlíková Hana Strachonova | Lita Sugiarto Yolanda Sumarno      | 7-5, 6-1                           |                | Parcours |
|                                                                         |            |                     |                                  |                                    |                                    |                |          |
| 1979 - 1er tour (groupe mondial) - France - Indonésie - 3 : 0           |            |                     |                                  |                                    |                                    |                |          |
| 12                                                                      | 30/04/1979 | Madrid              | Terre (ext.)                     | Frederique Thibault                | Lita Sugiarto                      | 6-0, 6-2       | Parcours |
| 12                                                                      | 30/04/1979 | Madrid              | Terre (ext.)                     | Françoise Dürr Frederique Thibault | Lita Sugiarto Yolanda Sumarno      | 6-2, 6-1       | Parcours |
|                                                                         |            |                     |                                  |                                    |                                    |                |          |
| 1980 - 1er tour (groupe mondial) - Taïwan - Indonésie - 0 : 3           |            |                     |                                  |                                    |                                    |                |          |
| 13                                                                      | 19/05/1980 | Berlin              | Terre (ext.)                     | Lita Sugiarto                      | Wen Hsiu-Tsuan                     | 7-5, 6-1       | Parcours |
| 13                                                                      | 19/05/1980 | Berlin              | Terre (ext.)                     | Loanita Rachman Lita Sugiarto      | Hsieh Li-Chuan Wen Hsiu-Tsuan      | 6-3, 6-1       | Parcours |
|                                                                         |            |                     |                                  |                                    |                                    |                |          |
| 1980 - 2e tour (groupe mondial) - Indonésie - Australie - 0 : 3         |            |                     |                                  |                                    |                                    |                |          |
| 14                                                                      | 19/05/1980 | Berlin              | Terre (ext.)                     | Wendy Turnbull                     | Lita Sugiarto                      | 6-4, 4-6, 6-4  | Parcours |
| 14                                                                      | 19/05/1980 | Berlin              | Terre (ext.)                     | Dianne Fromholtz Susan Leo         | Lita Sugiarto Yolanda Sumarno      | 6-2, 6-2       | Parcours |
|                                                                         |            |                     |                                  |                                    |                                    |                |          |
| 1981 - 1er tour (groupe mondial) - Indonésie - Israël - 0 : 3           |            |                     |                                  |                                    |                                    |                |          |
| 15                                                                      | 09/11/1981 | Tokyo               | Terre (ext.)                     | Orly Bialistozky Rafeket Binyamini | Lita Sugiarto Yolanda Sumarno      | 4-6, 6-4, 6-1  | Parcours |